# Road Rovers
Road Rovers è una serie animata americana scritta e prodotta dalla Warner Bros. Animation. Fu mandata in onda la prima volta il 7 settembre 1996. Durò una stagione e terminò il 22 febbraio 1997. Furono fatte delle repliche su Cartoon Network dal 7 febbraio 1998 al 2000. Gran parte dello humour presente nel cartone deriva dalla cultura popolare di metà anni novanta. 
Il cartone racconta la storia dei Road Rovers (letteralmente Vagabondi di strada), una squadra di cinque cani antropomorfi, combattenti del crimine dotati di superpoteri, conosciuti come Cano Sapiens. Il leader dei Rovers è Hunter, un meticcio per metà Golden Retriever proveniente dagli Stati Uniti. Il comandante in capo dei Rovers è uno scienziato, conosciuto come "Master", che sorveglia le loro operazioni e fornisce loro gli equipaggiamenti necessari dal loro quartier generale sotterraneo.

## Trama
Un anno prima della formazione dei Road Rovers, il Professor Sheperd viene ricattato dall'infido Generale Parvo: in cambio della vita di Scout, il cane del professore, il Generale vuole la tecnologia sperimentale del professore. Quest'ultimo gliela consegna, ma Parvo lo imbroglia consegnandogli una bomba che distrugge il laboratorio. Un anno dopo, quando dei semplici cani vengono rapiti e trasformati in mostri, Sheperd, sopravvissuto miracolosamente all'esplosione, capisce che dietro a tutto questo c'è Parvo e decide di fermarlo. Sheperd seleziona cinque cani provenienti da varie nazioni per combattere questa nuova minaccia. Dopo il loro arrivo al suo nuovo laboratorio sotterraneo, Sheperd usa la sua tecnologia per trasformarli in Cano Sapiens, ovvero cani antropomorfi che presentano le stesse caratteristiche fisiche e la stessa personalità del loro aspetto originario. Riescono anche a parlare e possiedono poteri sovrumani. Quando non combattono il crimine, vengono fatti ritornare normali, e vivono nelle case dei presidenti dei loro paesi d'origine: Exile in Russia, Colleen in Inghilterra, Shag in Svizzera, Blitz in Germania, e Hunter presso la Casa Bianca. Si scoprirà in seguito che molti degli eventi nel passato erano causati dalla macchina del tempo di Parvo, per esempio: l'apparizione di Parvo nel passato (sotto le sembianze di un gatto di nome Boots), il tentativo fallito di Parvo di usare le tecnologie di Sheperd provocando la trasformazione di Scout in Muzzle, la trasformazione di Boots in Parvo con l'aiuto di Groomer e l'intervento di Shag che permise al professore di salvarsi dall'esplosione del laboratorio.

## Personaggi

### Personaggi principali
- Hunter: un incrocio con un Golden Retriever proveniente dagli USA; Hunter è il leader dei Road Rovers. Possiede il potere della supervelocità ed è incline a elencare una gamma di altri "poteri" come super-lealtà, super-fedeltà, super-verità e super-fortuna. Lui e Colleen provano sentimenti romantici reciproci. Hunter è l'unico Road Rover i cui genitori siano apparsi durante la serie; va infatti a far visita a sua madre nell'episodio "A Day in the life".
- Colleen: un Collie proveniente dall'Inghilterra ed è l'unica femmina del gruppo. È specializzata nelle arti marziali ed è un ottimo medico.
- Blitz: un Dobermann proveniente dalla Germania; è un giocatore di squadra, ma non mostra il giusto rispetto per nessuno tranne se stesso. Le sue unghie e i suoi artigli possono tagliare qualunque cosa. È innamorato di Colleen, ma il suo amore non viene ricambiato e finisce spesso per essere preso a calci da quest'ultima. Ha spesso il desiderio di mordere il didietro dei suoi nemici.
- Exile: un Husky proveniente dalla Siberia; è un esperto nel montare e smontare gli oggetti. Possiede il potere della supervista (può vedere al buio e sparare raggi laser e raggi congelanti dagli occhi) e della superforza (non come quella di Shag).
- Shag: un cane da pastore proveniente dalla Svizzera; è una via di mezzo tra un cane normale e un cano-sapien: riesce a capire la lingua degli altri, ma non sa parlare. Spesso trasporta armi di vari tipi, tra cui un bazooka, col quale sbaglia la mira ogni volta. Nonostante la mole e il potere della superforza (superiore a quella di Exile), è un gran codardo. La sua folta pelliccia sembra avere infinite capacità di immagazzinamento e varie volte estrae da essa cibo, mobili e persino altri Road Rovers.
- Muzzle: un Rottweiler completamente pazzo, ritratto quasi sempre legato con una camicia di forza e una museruola. Per la sua incredibile violenza viene sfoderato dai Rovers come ultima risorsa. Si tratta in realtà di Scout, il cane del professor Shepherd, rapito all'inizio del primo episodio.
- Professor Shepherd: il responsabile della creazione dei Road Rovers e il loro comandante in capo.
- Generale Parvo: il principale antagonista dei Road Rovers; fin dal primo episodio ruberà le specifiche dell'invenzione del Professor Sheperd al fine di creare un esercito personale di cani mutanti per diventare il padrone del mondo.
- Groomer: la più leale assistente di Parvo. Di solito porta un paio di cuffie, anche se usa altri equipaggiamenti quando necessario.

### Personaggi chiave
- Confuseus: un piccolo cane parlante di razza terrier, offre suggerimenti sotto forma di enigmi, che spesso vanno oltre le capacità dei suoi compagni di squadra. Il suo nome è un riferimento a Confucio.
- Zachary Storm/Generale Parvo: Ex capitano dell'esercito degli Stati Uniti D'America durante la Guerra del Golfo, venne degradato a Maresciallo Ordinario quando aprì il fuoco senza un ordine diretto. L'ira scaturita da ciò, lo portò a coltivare in segreto un crudele piano di vendetta che vede la distruzione degli Stati Uniti e il suo successivo dominio. È mezzo pazzo.
- Gustav Havoc: un commerciante d'armi che ha portato due paesi vicini sull'orlo della guerra cosicché potesse fare molti soldi.
- Donovan Bell: uno scienziato crudele e senza cuore che ruba e vende cani per soldi. Ha rifornito Parvo di cani affinché potesse mutarli.
- Professor Hubert: un segugio cano-sapien specializzato in analisi genetica, capace di riconoscere un animale dall'odore (persino differenze precise tra un lupo e un lupo mannaro). Il suo aiuto sarà fondamentale nell'episodio "A Hair From The Dog That Bit You".

## Doppiatori
- Hunter: Jess Harnell
- Colleen: Tress MacNeille
- Exile: Kevin Michael Richardson
- Blitz: Jeff Glenn Bennett
- Shag/Muzzle: Frank Welker
- Professor Sheperd: Joseph Campanella
- Generale Parvo: Jim Cummings
- Groomer: Sheena Eastone

## Cancellazione
Secondo gli autori, la principale ragione per cui la serie venne cancellata fu una causa legale, non divulgata all'epoca, sui diritti della serie. È stato reso noto successivamente che la causa contro la Warner Bros. fu intentata da un individuo di nome Bruce Blumenfeld nel dicembre 1996 che affermava che Road Rovers fosse un plagio dal suo progetto di spettacolo per bambini denominato "Wing Puppies".